# ددهيجي
ددهيجي (بالسنسكريتية: दधीचि)‏ و(بالإنجليزية: Dadhichi)‏، وعرف أيضًا باسم دادهيانغا وداديانشا، هو حكيم في الهندوسية. اشتهر بتضحيته في نصوص البورانا، حيث تخلى عن حياته حتى يمكن استخدام عظامه لتصنيع فاجرا، الصاعقة السماوية الشبيهة بالماس للإله إندرا، من أجل ذبح فريترا.